# Rutherford B. Hayes
Rutherford Birchard Hayes (4 tháng 10 năm 1822 - 17 tháng 1 năm 1893) là tổng thống thứ 19 của Hoa Kỳ từ năm 1877 đến năm 1881, và từng là dân biểu của Hạ viện Hoa Kỳ và Thống đốc bang Ohio. Ngoài ra, Hayes còn là một luật sư cũng như là một người kiên quyết theo phong trào bãi nô. Ông đã bảo vệ các nô lệ chạy nạn từ miền Nam bằng cách giúp họ làm các thủ tục tố tụng tại tòa án trong những năm trước cuộc Nội chiến Hoa Kỳ.
Năm 1876, Đảng Cộng hòa đề cử Hayes trở thành ứng cử viên chức Tổng thống trong cuộc bầu cử năm đó. Cuối cùng, Hayes đã giành chiến thắng nhờ Thỏa hiệp năm 1877 - một hiệp ước chính thức chấm dứt thời kỳ Tái thiết bằng việc để chính phủ các bang miền Nam tự trị. Khi tại chức, ông đã rút hết quân đội ra khỏi miền Nam nhằm chấm dứt việc quân đội hỗ trợ cho các tiểu bang đa số theo Đảng Cộng hòa ở miền Nam cũng như cho các người Mỹ gốc Phi từng là nô lệ an cư lập nghiệp như những công dân tự do. Ông khuyến khích các cải cách công vụ và cố gắng hàn gắn các nhóm chia rẽ còn sót lại từ thời Nội chiến năm 1861-1864 và thời Tái thiết 1865-1877.
Trước khi trở thành Tổng thống, luật sư Hayes từng là cố vấn pháp luật của thành phố Cincinnati từ năm 1858 đến năm 1861. Khi Nội chiến bùng nổ, Hayes gác lại sự nghiệp chính trị của mình để trở thành một sĩ quan của Quân đội Liên bang miền Bắc. Hayes bị thương 5 lần, trong đó, vết thương nghiêm trọng nhất là kết quả của Trận South Mountain năm 1862. Ông đã có được tiếng tăm nhờ sự cam đảm của mình trên chiến trường và được phong hàm thiếu tướng. Sau cuộc chiến, ông làm việc tại Quốc hội từ năm 1865 đến năm 1867 với tư cách thành viên Đảng Cộng hòa. Sau đó, Hayes rời Quốc hội để ứng cử chức Thống đốc bang Ohio và được làm 2 nhiệm kỳ liên tiếp từ năm 1868 đến năm 1872. Sau đó, ông giữ chức này ở một nhiệm kỳ 2 năm khác từ năm 1876 đến năm 1877.
Năm 1876, hệ thống Đại cử tri Đoàn đã giúp Hayes trở thành Tổng thống trong một cuộc bầu cử gây tranh cãi nhất lịch sử Hoa Kỳ. Ông đã thất bại trước đối thủ đến từ Đảng Dân chủ là Samuel J. Tilden khi so số phiếu phổ thông nhưng lại thắng về số phiếu Đại cử tri đoàn khi một ủy ban của Quốc hội đã trao cho ông đến 20 là phiếu sau một cuộc thảo luận dữ dội. Cuối cùng, sự kiện này đã dẫn đến việc ký kết Thỏa hiệp năm 1877 mà trong đó Đảng Dân chủ chấp nhận kết quả bầu cử của Hayes với điều kiện ông phải rút hết quân đội đang bảo vệ các thành viên Đảng Cộng hòa trong chính phủ ở miền Nam và từ đó chấm dứt thời kỳ Tái thiết.
Hayes tin rằng chính phủ nên tuyển nhân viên theo chế độ nhân tài, nên đối xử với mọi người một cách công bằng, và không màng đến sự giàu nghèo, vị trí xã hội hay sắc tộc. Trong nhiệm kỳ của mình, ông đã phải ra lệnh cho quân đội liên bang canh gác và bảo vệ cho các tòa nhà thuộc sở hữu của liên bang và lập lại trật tự trong cuộc tổng đình công của ngành đường sắt năm 1877. Ông cũng cho tiến hành các cải cách công vụ khiêm nhường nhưng những điều này đặt nền móng cho những cuộc cải cách trong những năm 1880 và 1890 sau này. Ông đã phủ quyết Dự luật Bland-Allison năm 1878 - một dự luật nhằm đưa đô la Morgan vào hệ thống tiền tệ và giúp tăng giá danh nghĩa - vì ông quả quyết cho rằng duy trì hệ thống kim bản vị mới là điều tất yếu để phục hồi kinh tế. Các chính sách của ông đối với người da đỏ ở phía Tây là tiền đề cho các chương trình đồng hóa nhằm giúp người bản địa sinh sống hòa nhập với người da trắng trong Đạo luật Dawes vào năm 1887.
Hayes giữ lời hứa rằng sẽ ông tham gia tái tranh cử và lui về quê hương ông ở Ohio. Tại đây, ông trở thành một người ủng hộ các cải cách giáo dục và xã hội. Nhà viết tiểu sử Ari Hoogenboom nhận xét rằng thành tựu lớn nhất của Hayes là khôi phục niềm tin dân chúng vào các đời Tổng thống và ngăn được sự suy giảm quyền lực của nhánh hành pháp trong chính phủ liên bang - một điều đã xảy ra kể từ sau vụ ám sát Abraham Lincoln vào năm 1865. Mặc dù những người ủng hộ ông ca tụng rằng Hayes đã mang đến nhiều cải cách công vụ cũng như cam kết bảo vệ quyền công dân, nhiều nhà sử học và học giả chỉ đánh giá ông mức trung bình hoặc hơi dưới trung bình trong bảng xếp hạng các đời Tổng thống.

## Thân thế và gia đình
Vợ ông, bà Lucy Hayes được xem là Đệ Nhất Phu nhân Hoa Kỳ đầu tiên.

## Binh nghiệp

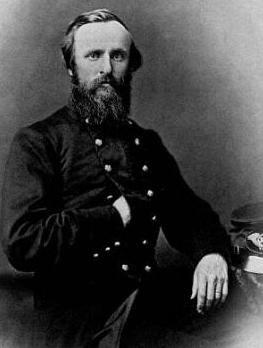
Thiếu tướng Rutherford Hayes

Trong cuộc nội chiến Hoa Kỳ (1861-1865), ông được cử làm thiếu tướng quân đội Liên bang miền Bắc. Ông đã tham chiến trong Chiến dịch Thung lũng năm 1864. Ông là vị tướng thứ ba của cuộc Nội chiến leo thang lên chức tổng thống (sau Andrew Johnson và Ulysses Grant, 2 người tiền nhiệm ông).

## Thông tin ngoài
Trong lịch sử, ông được xem như là vị Tổng thống có bộ râu đẹp nhất thế kỉ XIX.

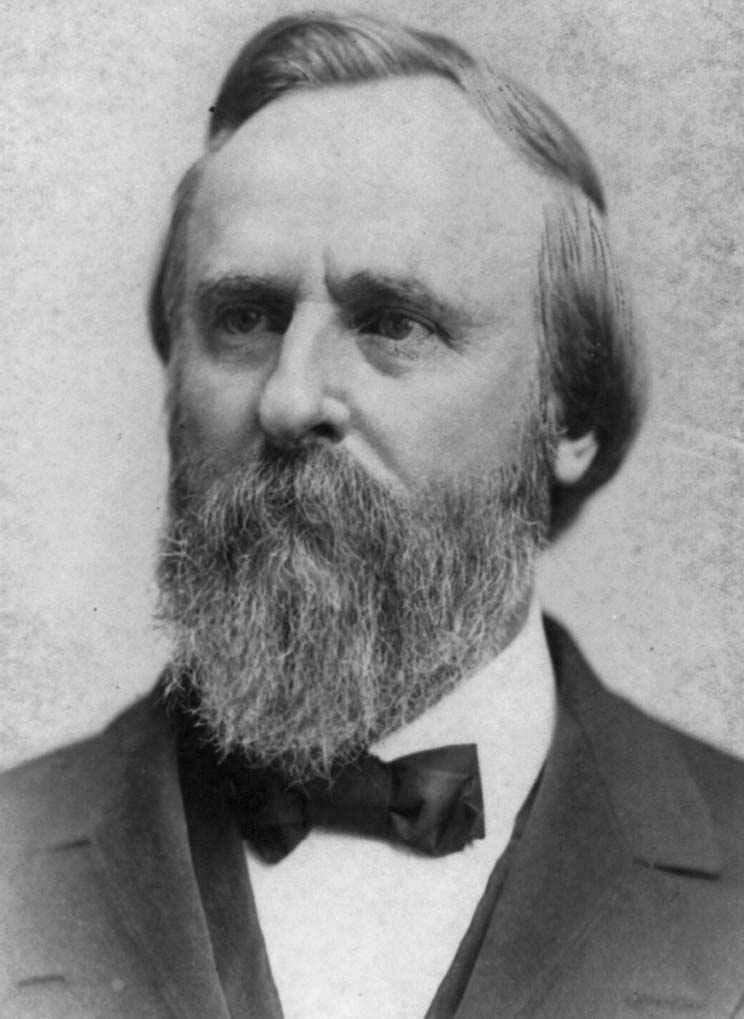
Thống đốc Ohio Rutherford B. Hayes